# Dimmockia secunda
Dimmockia secunda är en stekelart som beskrevs av Crawford 1910. Dimmockia secunda ingår i släktet Dimmockia och familjen finglanssteklar. Inga underarter finns listade i Catalogue of Life.